# Schöner Wohnen (Zeitschrift)

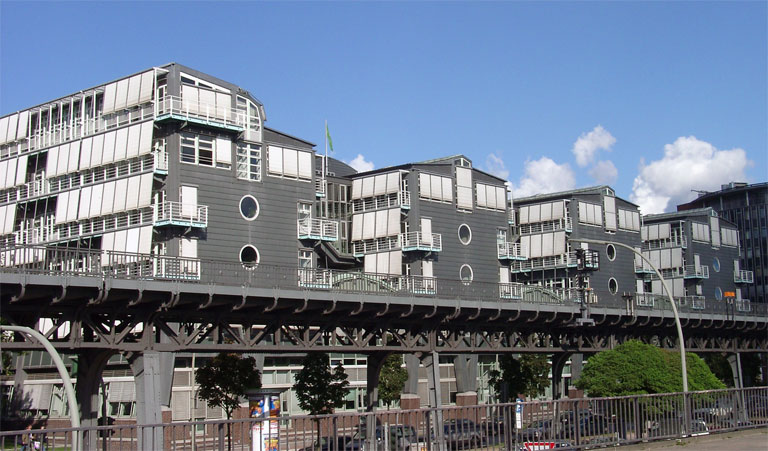
Verlagsgebäude am Baumwall in Hamburg von der Elbseite

Schöner Wohnen ist eine monatlich erscheinende Zeitschrift von RTL Deutschland, die über Trends im Bereich der Hauseinrichtung und -dekoration berichtet. Die Erstausgabe erschien im Januar 1960. Die verkaufte Auflage beträgt 118.677 Exemplare, ein Minus von 69,3 Prozent seit 1998.

## Inhalt
Schöner Wohnen ist eine Zeitschrift mit neuen Trends, Reportagen, Interviews und Fotografien aus dem Bereich Wohnen und Dekoration. Die für die Bilder benutzten Möbel oder Gegenstände und deren Preise sind in den Seitentexten angegeben. Die Zeitschrift veranstaltet auch Wettbewerbe, wie etwa die Suche nach der schönsten Küche, dem schönsten Bad oder dem schönsten Haus.

## Redaktion
Gründungs-Chefredakteur des damals im Constanze-Verlag erscheinenden Heftes war Hasso G. Stachow. Der Architekt Josef Kremerskothen prägte das Blatt als Chefredakteur zwischen 1961 und 1987. Die Verlegerin Angelika Jahr-Stilcken leitete die Redaktion von 1988 bis 2008. Ihr folgte 2008 Ulrich Weiß und von Juli 2009 bis April 2013 Stephan Schäfer. Seit April 2013 ist Bettina Billerbeck Chefredakteurin.
Zwischen 1960 und 1970 war Peter Maly, heute einer der bekanntesten deutschen Designer, als maßgeblicher Innenarchitekt für Schöner Wohnen tätig.
| 1998   | 1999   | 2000   | 2001   | 2002   | 2003   | 2004   | 2005   | 2006   | 2007   | 2008   | 2009   | 2010   | 2011   | 2012   | 2013   | 2014   | 2015   | 2016   | 2017   | 2018   | 2019   | 2020   | 2021   | 2022   | 2023   | 2024   |
| ------ | ------ | ------ | ------ | ------ | ------ | ------ | ------ | ------ | ------ | ------ | ------ | ------ | ------ | ------ | ------ | ------ | ------ | ------ | ------ | ------ | ------ | ------ | ------ | ------ | ------ | ------ |
| 387169 | 362632 | 350464 | 331187 | 305134 | 283801 | 320038 | 297523 | 297147 | 288658 | 251132 | 227354 | 296960 | 258912 | 241246 | 239110 | 215256 | 216055 | 219720 | 201964 | 184715 | 166076 | 168412 | 153758 | 136718 | 126883 | 118677 |